# Mittelbeskiden-Vorgebirge
Das Mittelbeskiden-Vorgebirge (polnisch Pogórze Środkowobeskidzkie) ist ein Gebirgszug der Westkarpaten in Polen (Woiwodschaft Kleinpolen sowie Woiwodschaft Karpatenvorland). Ihr höchster Gipfel ist die Suchy Obycz mit 616 m in dem Przemyśl-Gebirge.

## Abgrenzung
Im Norden schließen sich das Nördliche Karpatenvorland und im Süden die West- und Mittelbeskiden an. Sie gehören zu den Äußeren Westkarpaten.

## Gliederung
Das Mittelbeskiden-Vorgebirge gliedert sich in sieben Gebirgszüge, eine Senke sowie ein Becken:
- Pogórze Rożnowskie (Rożnów-Gebirge)
- Pogórze Ciężkowickie (Ciężków-Gebirge)
- Pogórze Strzyżowskie (Strzyżów-Gebirge)
- Pogórze Dynowskie (Dynów-Gebirge)
- Pogórze Przemyskie (Przemyśl-Gebirge)
- Obniżenie Gorlickie (Gorlice-Senke)
- Kotlina Jasielsko-Krośnieńska (Jasło-Krosno-Becken)
- Pogórze Jasielskie (Jasło-Gebirge)
- Pogórze Bukowskie (Buków-Gebirge)

## Panorama

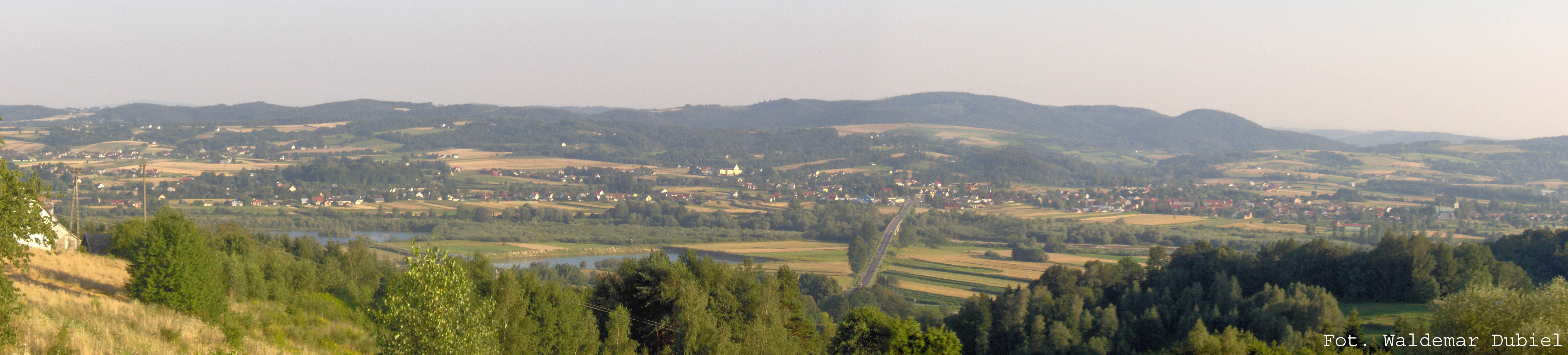
Blick auf Zakliczyn in dem Ciężkowice-Gebirge